# Даннстебел Тауншип (округ Клінтон, Пенсільванія)
Даннстебел Тауншип (англ. Dunnstable Township) — селище (англ. township) в США, в окрузі Клінтон штату Пенсільванія. Населення — 1005 осіб (2020).

## Демографія
Згідно з переписом 2010 року, у селищі мешкало 1008 осіб у 398 домогосподарствах у складі 302 родин. Було 420 помешкань
Расовий склад населення:
| - 98,1 % — білих - 0,5 % — азіатів - 0,1 % — чорних або афроамериканців |

До двох чи більше рас належало 1,3 %. Частка іспаномовних становила 0,3 % від усіх жителів.
За віковим діапазоном населення розподілялося таким чином: 21,6 % — особи молодші 18 років, 60,4 % — особи у віці 18—64 років, 18,0 % — особи у віці 65 років та старші. Медіана віку мешканця становила 45,6 року. На 100 осіб жіночої статі у селищі припадало 97,6 чоловіків;  на 100 жінок у віці від 18 років та старших — 91,3 чоловіків також старших 18 років.
Середній дохід на одне домашнє господарство  становив 83 156 доларів США (медіана — 65 694), а середній дохід на одну сім'ю — 92 538 доларів (медіана — 70 500). Медіана доходів становила 50 391 долар для чоловіків та 36 250 доларів для жінок. За межею бідності перебувало 3,6 % осіб, у тому числі 1,5 % дітей у віці до 18 років та 9,6 % осіб у віці 65 років та старших.
Цивільне працевлаштоване населення становило 541 особа. Основні галузі зайнятості: виробництво — 24,0 %, освіта, охорона здоров'я та соціальна допомога — 22,7 %, науковці, спеціалісти, менеджери — 11,3 %, роздрібна торгівля — 9,6 %.